# آنری پونسو
آنری پونسو (به فرانسوی: Henri Ponsot، زادهٔ ۱۸۷۷،بولونیا- درگذشت ۱۹۶۳) وی دیپلمات و سیاسی فرانسوی بود.
در سال ۱۹۰۳ فعالیت‌های دیپلماسیش را آغاز کرد، و در سیام و برلین در کانادا به فعالیت پرداخت. وی در سال ۱۹۲۲ دبیر کل حکومت تونس شد. وی کمیسر عالی فرانسه در شام (سوریه و لبنان) از اوت ۱۹۲۶ تا ژوئیه سال ۱۹۳۳ عهده دار شد، دفترش نیز در بیروت قرار داشت.
وی سفیر فرانسه در ترکیه از مارس ۱۹۳۶ تا اکتبر ۱۹۳۸ بود.